# Chlamydocarya gossweileri
Chlamydocarya gossweileri är en tvåhjärtbladig växtart som beskrevs av Arthur Wallis Exell. Chlamydocarya gossweileri ingår i släktet Chlamydocarya och familjen Icacinaceae. Inga underarter finns listade i Catalogue of Life.